# Walter Migula
Emil Friedrich August Walter Migula (4. listopadu 1863, Żyrowa – 23. června 1938, Eisenach) byl německý bakteriolog a botanik, který se narodil v současném Polsku.

## Životopis
V roce 1890 se habilitoval na Technologickém Institutu Karlsruhe, kde několik let působil jako profesor. Pracoval na oddělení bakteriologie v Ústavu pro výzkum potravin. Byl také profesorem botaniky na výzkumné akademii v Eisenachu.

## Dílo
- Die Bakterien, 1891 (Bakterie)
- System der Bakterien. Handbuch der Morphologie, Entwicklungsgeschichte und Systematik der Bakterien, 1897–1900 (Systém bakterií, Příručka morfologie, vývoj a systematika bakterií.)
- Pflanzenbiologie, 1906 (Biologie rostlin)
- Morphologie, Anatomie und Physiologie der Pflanzen, 1906 (Morfologie, anatomie a fyziologie rostlin)